# The Godfather (filmserie)
The Godfather er en trilogi af amerikanske krimifilm instrueret af Francis Ford Coppola inspireret af romanen af samme navn udgivet af den italiensk-amerikanske forfatter Mario Puzo i 1969. Filmen følger den fiktive italiensk-amerikansk mafiafamilie Corleones prøvelser, hvis patriark, Vito Corleone, arbejder sig op til at blive en vigtig og magtfuld person i den kriminelle underverden i USA. Hans yngste søn, Michael Corleone, bliver hans efterfølger.
Filmene blev distribueret af Paramount Pictures og udgivet i 1972, 1974 og 1990. Serien opnåede stor økonomisk succes, og indtjente mellem $430 og $517 millioner på verdensplan. The Godfather og The Godfather Part II bliver begge betragtet som nogle af de Bedste film nogensinde. Serien er modtog nomineringer og vandt adskillige priser, og vandt bl.a. 9 Academy Awards ud af de 28 filmene var nomineret til.

## Medvirkende
| Karakter                   | Film                  | Film                           | Film                   |
| Karakter                   | The Godfather         | The Godfather Part II          | The Godfather Part III |
| -------------------------- | --------------------- | ------------------------------ | ---------------------- |
| Vito Corleone              | Marlon Brando         | Robert De Niro                 |                        |
| Michael Corleone           | Al Pacino             | Al Pacino                      | Al Pacino              |
| Kay Adams-Corleone         | Diane Keaton          | Diane Keaton                   | Diane Keaton           |
| Al Neri                    | Richard Bright        | Richard Bright                 | Richard Bright         |
| Connie Corleone            | Talia Shire           | Talia Shire                    | Talia Shire            |
| Theresa Hagen              | Tere Livrano          | Tere Livrano                   | Tere Livrano           |
| Francesca Corleone         | Jeanne Savarino Pesch | Jeanne Savarino Pesch          | Jeanne Savarino Pesch  |
| Kathryn Corleone           | Janet Savarino Smith  | Janet Savarino Smith           | Janet Savarino Smith   |
| Don Tommasino              | Corrado Gaipa         | Mario Cotone                   | Vittorio Duse          |
| Anthony Corleone           | Anthony Gounaris      | James Gounaris                 | Franc D'Ambrosio       |
| Fredo Corleone             | John Cazale           | John Cazale                    | John CazaleA           |
| Tom Hagen                  | Robert Duvall         | Robert Duvall                  |                        |
| Sonny Corleone             | James Caan            | James Caan                     |                        |
| Peter Clemenza             | Richard S. Castellano | Bruno Kirby                    |                        |
| Salvatore Tessio           | Abe Vigoda            | John ApreaAbe Vigoda           |                        |
| Carmela Corleone           | Morgana King          | Morgana KingFrancesca De Sapio |                        |
| Carlo Rizzi                | Gianni Russo          | Gianni Russo                   |                        |
| Sandra Corleone            | Julie Gregg           | Julie Gregg                    |                        |
| Rocco Lampone              | Tom Rosqui            | Tom Rosqui                     |                        |
| Willi Cicci                | Joe Spinell           | Joe Spinell                    |                        |
| Genco Abbandando           | Franco CorsaroE       | Frank Sivero                   |                        |
| Johnny Fontane             | Al Martino            |                                | Al Martino             |
| Calo                       | Franco Citti          |                                | Franco Citti           |
| Lucy Mancini               | Jeannie Linero        |                                | Jeannie Linero         |
| Enzo Aguello               | Gabrielle Torrei      |                                | Gabrielle Torrei       |
| Apollonia Vitelli-Corleone | Simonetta Stefanelli  |                                | Simonetta StefanelliA  |
| Fabrizio                   | Angelo Infanti        |                                |                        |
| Captain McCluskey          | Sterling Hayden       |                                |                        |
| Jack Woltz                 | John Marley           |                                |                        |
| Emilio Barzini             | Richard Conte         |                                |                        |
| Virgil Sollozzo            | Al Lettieri           |                                |                        |
| Carmine Cuneo              | Rudy Bond             |                                |                        |
| Luca Brasi                 | Lenny Montana         |                                |                        |
| Paulie Gatto               | Johnny Martino        |                                |                        |
| Amerigo Bonasera           | Salvatore Corsitto    |                                |                        |
| Moe Greene                 | Alex Rocco            |                                |                        |
| Bruno Tattaglia            | Tony Giorgio          |                                |                        |
| Nazorine                   | Vito Scotti           |                                |                        |
| Philip Tattaglia           | Victor Rendina        |                                |                        |
| Vitelli                    | Saro Urzi             |                                |                        |
| Victor Stracci             | Don Costello          |                                |                        |
| Don Zaluchi                | Louis Guss            |                                |                        |
| Mary Corleone              |                       | Ukendt skuespiller             | Sofia Coppola          |
| Hyman Roth                 |                       | Lee StrasbergJohn MegnaY       |                        |
| Frank Pentangeli           |                       | Michael V. Gazzo               |                        |
| Pat Geary                  |                       | G. D. Spradlin                 |                        |
| Fabrizio Fanucci           |                       | Gastone Moschin                |                        |
| Deanna Dunn-Corleone       |                       | Marianna Hill                  |                        |
| Signor Roberto             |                       | Leopoldo Trieste               |                        |
| Johnny Ola                 |                       | Dominic Chianese               |                        |
| Bussetta                   |                       | Amerigo Tot                    |                        |
| Merle Johnson              |                       | Troy Donahue                   |                        |
| Vitos mor                  |                       | Maria Carta                    |                        |
| Francesco Ciccio           |                       | Giuseppe Sillato               |                        |
| Marcia Roth                |                       | Fay Spain                      |                        |
| FBI Man                    |                       | Harry Dean Stanton             |                        |
| Carmine Rosato             |                       | Carmine Caridi                 |                        |
| Tony Rosato                |                       | Danny Aiello                   |                        |
| Vincenzo Pentangeli        |                       | Salvatore Po                   |                        |
| Mosca                      |                       | Ignazio Pappalardo             |                        |
| Strollo                    |                       | Andrea Maugeri                 |                        |
| Vincent Corleone           |                       |                                | Andy García            |
| Osvaldo Altobello          |                       |                                | Eli Wallach            |
| Joey Zasa                  |                       |                                | Joe Mantegna           |
| B J Harrison               |                       |                                | George Hamilton        |
| Grace Hamilton             |                       |                                | Bridget Fonda          |
| Cardinal Lamberto          |                       |                                | Raf Vallone            |
| Archbishop Gilday          |                       |                                | Donal Donnelly         |
| Frederick Keinszig         |                       |                                | Helmut Berger          |
| Dominic Abbandando         |                       |                                | Don Novello            |
| Andrew Hagen               |                       |                                | John Savage            |
| Mosca                      |                       |                                | Mario Donatone         |
| Licio Lucchesi             |                       |                                | Enzo Robutti           |
| Spara                      |                       |                                | Michele Russo          |
| Lou Pennino                |                       |                                | Robert Cicchini        |
| Armand                     |                       |                                | Rogerio Miranda        |
| Francesco                  |                       |                                | Carlos Miranda         |
| Anthony Squigliaro         |                       |                                | Vito Antuofermo        |
| Albert Volpe               |                       |                                | Carmine Caridi         |
| Frank Romano               |                       |                                | Don Costello           |
| Leo Cuneo                  |                       |                                | Al Ruscio              |
| Matty Parisi               |                       |                                | Mickey Knox            |

## Modtagelse

### Indtjening
| Film                   | Amerikansk udgivelsedato | Indtjening    | Indtjening    | Indtjening               | Budget           |
| Film                   | Amerikansk udgivelsedato | USA og Canada | Andre områder | Verdensplan              | Budget           |
| ---------------------- | ------------------------ | ------------- | ------------- | ------------------------ | ---------------- |
| The Godfather          | March 15, 1972           | $134.966.411  | $111.154.563  | $246.120.974–287.258.196 | $6–7.2 million   |
| The Godfather Part II  | December 20, 1974        | $47.834.595   | $45.435.594   | $93.270.189              | $13 million      |
| The Godfather Part III | December 25, 1990        | $66,666,062   | $70,100,000   | $136,766,062             | $54 million      |
| Total                  | Total                    | $249.467.068  | $226.690.157  | $476.157.225–517.294.647 | $73–74.2 million |

### Modtagelse
Filmene optræder på mange liste over bedste film nogensinde, inklusive AFI's 100 Years...100 Movies, Time magazine's All-Time 100 Movies, the IMDb Top 250, Dallas-Fort Worth Film Critics Association's Top 10 Films og James Berardinelli's Top 100. The Godfather Trilogy blev rnageret som den femtebedste i Empires "The 33 Greatest Movie Trilogies" i 2010. The Independent rangerede den som nummer 6 på dere liste over "10 greatest movie trilogies of all time". Screen Rant rangerede den som nummer 4 på deres liste "The Best Movie Trilogies Of All Time".
| Film                                              | Rotten Tomatoes                           | Metacritic       |
| ------------------------------------------------- | ----------------------------------------- | ---------------- |
| The Godfather                                     | 97% (9.4/10 average rating) (149 reviews) | 100 (16 reviews) |
| The Godfather Part II                             | 96% (9.7/10 average rating) (123 reviews) | 90 (18 reviews)  |
| The Godfather Part III                            | 68% (6.4/10 average rating) (66 reviews)  | 60 (19 reviews)  |
| The Godfather Coda: The Death of Michael Corleone | 86% (7.5/10 average rating) (57 reviews)  | 76 (14 reviews)  |

### Priser

#### Academy Awards
De tre film er sammenlagt blevet nomineret til 28 Academy Awards og har vundet de ni. The Godfather er den første trilogi, hvor alle tre film har været nomineret til Best Picture (The Lord of the Rings er den eneste anden serie, der har formået dette); det er en af de eneste filmserier der har to film som har vundet Best Picture, idet The Godfather og The Godfather Part II modtog prisen i deres respektive år. The Godfather Part II er den første efterfølger, der har vundet Best Picture (The Lord of the Rings: The Return of the King er den eneste anden film, der har opnået dette). Både The Godfather og The Godfather Part II havde tre skuespillere nomineret i kategorien Best Supporting Actor, hvilket også er en sjældenhed. The Godfather Part II vandt flest Academy Awards med seks i alt. The Godfather Part III var nomineret til syv Oscarstatuetter, men vandt ingen.
- The Godfather — Nomineringer: 10, Vundet: 3
- The Godfather Part II — Nomineringer: 11, Vundet: 6
- The Godfather Part III — Nomineringer: 7, Vundet: 0

| Pris                    | Priser vundet | Priser vundet         | Priser vundet          |
| Pris                    | The Godfather | The Godfather Part II | The Godfather Part III |
| ----------------------- | ------------- | --------------------- | ---------------------- |
| Picture                 | Vundet        | Vundet                | Nomineret              |
| Director                | Nomineret     | Vundet                | Nomineret              |
| Actor                   | Vundet        | Nomineret             |                        |
| Supporting Actor        | Nomineret     | Vundet                | Nomineret              |
| Supporting Actress      |               | Nomineret             |                        |
| Adapted Screenplay      | Vundet        | Vundet                |                        |
| Art Direction           |               | Vundet                | Nomineret              |
| Cinematography          |               |                       | Nomineret              |
| Costume Design          | Nomineret     | Nomineret             |                        |
| Film Editing            | Nomineret     |                       | Nomineret              |
| Original Dramatic Score |               | Vundet                |                        |
| Original Song           |               |                       | Nomineret              |
| Sound                   | Nomineret     |                       |                        |

1. ↑  Received three nominations in this category.
2. ↑  Received three nominations in this category, winning one.

#### Golden Globe Awards
De tre film er sammenlagt blevet nomineret til 20 Golden Globe Awards og har vundet de fem.
- The Godfather — Nomineringer: 7, Vundet: 5
- The Godfather Part II — Nomineringer: 6, Vundet: 0
- The Godfather Part III — Nomineringer: 7, Vundet: 0

| Pris                              | Pris vundet   | Pris vundet           | Pris vundet            |
| Pris                              | The Godfather | The Godfather Part II | The Godfather Part III |
| --------------------------------- | ------------- | --------------------- | ---------------------- |
| Picture – Drama                   | Vundet        | Nomineret             | Nomineret              |
| Director – Motion Picture         | Vundet        | Nomineret             | Nomineret              |
| Actor – Drama                     | Vundet        | Nomineret             | Nomineret              |
| Supporting Actor – Motion Picture | Nomineret     |                       | Nomineret              |
| Screenplay                        | Vundet        | Nomineret             | Nomineret              |
| Original Score                    | Vundet        | Nomineret             | Nomineret              |
| Original Song                     |               |                       | Nomineret              |
| Most Promising Newcomer – Male    |               | Nomineret             |                        |

1. ↑  Received two nominations in this category, winning one.

## Further reading
- AMC TV (2010-11-25). "Ten Things You Didn't Know About the Godfather Trilogy". Free Republic.
- Browne, Nick (2000). Francis Ford Coppola's The Godfather Trilogy. Cambridge University Press. ISBN 978-0-521-55950-8.
- Messenger, Chris (2012). The Godfather and American Culture: How the Corleones Became "Our Gang". SUNY Press. ISBN 978-0-7914-8870-6.
- Santopietro, Tom (2012). The Godfather Effect: Changing Hollywood, America, and Me. St. Martin's Press. ISBN 978-1-4299-5262-0.
- Sciannameo, Franco (2010). Nino Rota's The Godfather Trilogy: A Film Score Guide. Scarecrow Press. ISBN 978-0-8108-7711-5.